# Ann Coffey
Margaret Ann Coffey (née Brown le 31 août 1946) est une femme politique britannique qui est députée pour Stockport de 1992 à 2019. 
Elle démissionne du Parti travailliste en 2019 pour protester contre la direction de Jeremy Corbyn et forme, avec d'autres, le groupe indépendant. 

## Formation
Elle est la fille d'un officier de la Royal Air Force, née à Inverness, et fréquente la Nairn Academy ; le lycée du comté de Bodmin (fermé en 1973) ; Bushey Grammar School et l'université de South Bank de Londres, où elle obtient un Baccalauréat universitaire en sciences en sociologie en 1967 et est élue vice-présidente du Syndicat étudiant. 
Elle fréquente le Walsall College of Education où elle obtient un certificat d'études supérieures en éducation (PGCE) en 1971 et l'Université de Manchester où elle complète sa maîtrise de science en travail social psychiatrique à la faculté de médecine.

## Carrière
Elle commence sa carrière en tant qu'assistante sociale stagiaire au District métropolitain de Walsall en 1971. En 1972, elle est assistante sociale au conseil municipal de Birmingham. Elle est mutée au conseil du comté de Gwynedd en 1973 et au district métropolitain de Wolverhampton en 1974, puis au District métropolitain de Stockport en 1975, puis en 1982 au conseil du comté de Cheshire. En 1988, elle devient chef d'équipe de la région métropolitaine de Oldham jusqu'à son élection au Parlement. 
Politiquement, Coffey est élue conseillère du conseil municipal de Stockport Metropolitan Borough en 1984 et en devient le chef du groupe travailliste de 1988 à 1992, démissionnaire du conseil en 1992. Elle se présente dans la circonscription de Cheadle lors de l'élection générale de 1987 et termine à la troisième place, à quelque 25 000 voix derrière le député conservateur Stephen Day. Elle est sélectionnée pour la circonscription conservatrice de Stockport aux élections législatives de 1992. Elle bat le député conservateur sortant, Tony Favell de 1 422 voix. Elle prononce son premier discours le 12 mai 1992.
Dans son premier mandat au Parlement, Coffey est d'abord membre de la commission du commerce et de l'industrie jusqu'à ce qu'elle soit promue par Tony Blair comme whip en 1995 et devient porte-parole de l'opposition pour la santé en 1996. Lorsque le Parti travailliste remporte l'élection générale de 1997, Coffey est nommée secrétaire parlementaire privé (PPS) du Premier ministre Tony Blair. En 1998, elle devient secrétaire d'État au Travail et aux Retraites sous Alistair Darling. Elle est son adjointe de 2002 à 2006 en qualité de secrétaire d'État aux Transports, puis de secrétaire d'État au Commerce et à l'Industrie. 
À la suite de la démission de Tony Blair au poste de Premier ministre le 27 juin 2007, Coffey devient secrétaire particulier parlementaire du chancelier de l'Échiquier, Alistair Darling.   
Elle est présidente du groupe parlementaire multipartite pour les enfants et les adultes en fuite et disparus. En octobre 2014, elle publie un rapport indépendant intitulé «Real Voices - Exploitation sexuelle d'enfants dans le Grand Manchester», commandé par la police et le commissaire à la criminalité du Grand Manchester à la suite d'un scandale d'abus sexuel survenu à Rochdale. Après le rapport, Coffey lance une campagne visant à bannir toute référence à la «prostitution d'enfants» dans la législation britannique. Elle dépose une série d'amendements au projet de loi sur les crimes graves en 2015 afin de supprimer toute référence à la prostitution des enfants. Elle reçoit le soutien de toutes les parties et le gouvernement accepte finalement sa proposition et dépose un amendement visant à remplacer toutes les références à la prostitution d'enfants par l'exploitation sexuelle des enfants. 
En 2017, Coffey rédige un rapport de suivi: «Les vraies voix sont-elles entendues? qui examine les améliorations apportées par la police et d'autres agences dans la lutte contre l'exploitation sexuelle des enfants depuis 2014. Une formation et une sensibilisation accrues de la part de la police et du public entraînent une augmentation significative du nombre de signalements d'infractions, d'identification des victimes et des auteurs d'infractions et d'informations sur le renseignement. En tant que président de l'APPG, elle préside un certain nombre d'enquêtes parlementaires importantes, notamment en juin 2012 sur les risques encourus par les enfants disparus et en mai 2016 sur la protection des enfants absents. 
Elle mène par la suite une campagne très médiatisée contre l'exploitation criminelle des enfants. L'APPG publie un rapport en juillet 2017 sur les enfants disparus et exploités par des gangs pour vendre de la drogue. Coffey s'est particulièrement concentré sur l'utilisation d'enfants et de jeunes vulnérables dans les opérations de toxicomanie County Lines, où les enfants soignent leurs enfants et les contraignent à transporter et à fournir de la drogue.   
En même temps que Margaret Hodge, elle adresse une lettre au président du Parti travailliste au Parlement demandant le vote sur une motion de censure contre le chef du parti, Jeremy Corbyn le 25 juin 2016, deux jours après le vote de Grande-Bretagne pour quitter l'Union européenne.
En novembre 2018, Coffey demande l'ouverture d'une enquête sur l'utilisation de jurés dans les affaires de viol. Elle écrit également des articles d'opinion dans lesquels elle suggère que les jurés puissent être supprimés et remplacés dans de tels cas, en raison de l'existence de "mythes sur le viol" parmi les jurés .
Le 18 février 2019, Coffey quitte le Parti travailliste pour protester contre la politique de Jeremy Corbyn sur le Brexit et sur l'impossibilité pour Labour de traiter l'antisémitisme.

## Vie privée
Elle épouse Thomas Coffey en 1973 à Pontefract et ils ont une fille. Ils divorcent en 1989 et elle s'est depuis remariée avec Peter Saraga, vice-président du conseil de l'Université du Sussex et ancien directeur général de Philips Research Labs UK. 